# Octodecagon

Octodecagon

Octodecagonul este un poligon cu 18 laturi și 18 vârfuri.